# Delta Blues
Als Delta Blues bezeichnet man einen der drei regionaltypischen Stile des Country Blues. Er entstand um 1900, gegen Ende der 1920er Jahre entstanden erste Aufnahmen. Ab Mitte der 1930er Jahre verlor er an Bedeutung, wirkte aber weiter als gewichtiger Einfluss auf Urban Blues, Rhythm ’n’ Blues, Rock ’n’ Roll, Beatmusik und Bluesrock.
Der Mississippi-Delta-Blues ist aus heutiger Sicht die signifikanteste regionale Ausprägung des Country Blues. Einige seiner Vertreter wie zum Beispiel Robert Johnson, Muddy Waters oder Howlin’ Wolf haben dabei Bedeutung weit über das Genre hinaus erlangt.

## Geschichte
Der Begriff Delta verweist auf eine Region des US-Bundesstaates Mississippi zwischen den Flüssen Mississippi und Yazoo, also auf einen Teil der Lower Mississippi Delta Region, nicht auf das Mündungsgebiet des Mississippi. Als frühester Bluesmusiker der Region gilt Henry Sloan, der spätestens 1897 den Blues spielte. Zwischen 1901 und 1904 zog Sloan auf die Dockery Plantation, wo er auf den jungen Charley Patton traf, dessen Lehrmeister er wurde.
Innerhalb nur weniger Jahre formte Patton seinen Stil und definierte damit die Gestalt des Delta Blues, ab spätestens 1907 war er als professioneller Musiker aktiv. Sein Ruf zog zahlreiche weitere Musiker an die Dockery Plantation, die sich zur „Geburtsstätte des Delta Blues“ entwickelte. Bereits in den frühen 1910er Jahren beeinflusste Patton dort direkt die erste Generation des Delta Blues, darunter Willie Brown (der ihn begleitete) und Tommy Johnson. In den 1920ern folgten ihnen weitere bedeutende Vertreter wie Robert Johnson, Son House und Bukka White.
Ausgelöst durch den Erfolg ab 1926 von Blind Lemon Jefferson, einem Vertreter des Texas Blues, wurden Ende der 1920er Jahre auch die ersten Aufnahmen von Delta Blues-Interpreten angefertigt. Obwohl der Delta Blues zeitgenössisch geringere kommerzielle Bedeutung hatte als Texas Blues und Piedmont Blues, löste diese Phase durch die erweiterte Bekanntheit der Interpreten eine Blütezeit des Delta Blues aus. Diese endete allerdings rasch durch die Auswirkungen der Weltwirtschaftskrise in den frühen 1930er Jahren, der folgenden Landflucht und der daraus resultierenden Beliebtheit urbanerer Bluesstile. Für diese war der Delta Blues ein bedeutender Einfluss. So wirkte er u. a. durch Muddy Waters und Howlin’ Wolf auf den Chicago Blues (eine fortschrittlichere elektrische Spielart des archaischen, elektrischen Delta Blues), Rhythm ’n’ Blues und Rock ’n’ Roll ein und übte einen nachhaltigen Einfluss auf die amerikanische Populärmusik aus. Darüber hinaus beeinflusste der Delta Blues im Zuge seiner Wiederentdeckung ab den 1960ern auch britische und amerikanische Bluesrockbands. Nennenswert sind hierbei die Rolling Stones, für die insbesondere das Werk von Robert Johnson von herausragender Bedeutung war.

## Stil
Der Delta Blues ist ein wenig ausgefeilter Bluesstil, in dem der den Field Hollern nahestehende Gesang oft rau, intensiv und von ornamentaler Melodiösität ist. Die sparsame Gitarrenbegleitung ist perkussiv und repetitiv hypnotisch. Eine markante Technik ist das Bottleneck, eine gleitende Spieltechnik auf der Gitarre.

## Wichtige zeitgenössische Vertreter
- Willie Brown
- Tommy McClennan
- Son House
- Skip James
- Robert Johnson
- Tommy Johnson
- Charley Patton
- Bukka White
- Big Joe Williams
- Sonny Boy Williamson II.